# تومین، حماة
تومین (به عربی: تومین) یک روستا در سوریه است که در استان حماه واقع شده‌است. تومین ۲٬۱۲۹ نفر جمعیت دارد.